# Karin Rodrigues
Karin Rodrigues (ur. 8 listopada 1971 w São Paulo) – brazylijska siatkarka, reprezentantka kraju, środkowa. W 2000 r. w Sydney zdobyła brązowy medal olimpijski.